# 真探 (新加坡电视剧)
《真探》，新加坡新傳媒私人有限公司時裝警匪電視劇，由林慧玲、陈泂江、陳汉玮及福地祐介領銜主演，監製為黃光榮。

## 故事概要
此剧讲述前CID组长白庆雄（陈汉玮饰）成立“悬案侦探社”CCI，并以私家侦探的身份协助调查二、三十年前无法侦破的悬案，为死者家属查出真相，解答心中疑团。自知一人力量单薄，白庆雄找了前下属黄渝阳（林慧玲饰）、私家侦探洪俊焱（陈泂江饰），以及后来脱离嫌疑的蓝海峰（福地祐介饰）加入阵盟，帮忙查案。
剧中悬案包括发生在新加坡的真实事件，剧中角色将采用现代化的侦察方式以及高科技重新查案，让当年逃过法律制裁的罪犯得到应有的惩罚。

## 演員陣容

### 悬案侦探社 (CCI)
| 演员     | 角色   | 介绍 | 登场集数 |
| 陳漢瑋   | 白庆雄 | CCI社长，性格沉着，稳重，细心，正直。前CID组长。 山本秋月之丈夫。 Momoko之父亲 黄渝阳之上司兼假亲生父亲 于第12集得知是渝阳的亲生父亲(何秀莲编出来的谎话) | 全剧     |
| 林慧玲   | 黄渝阳 | CCI侦探，性格独立，热心，直爽。也是白庆雄警队时的下属兼亲生女儿(何秀莲编出来的谎话)。 与洪俊焱和蓝海峰有三角关系。                                       | 全剧     |
| 陳泂江   | 洪俊焱 | CCI侦探，性格好玩，好动，多话。 与黄渝阳和蓝海峰有三角关系。 宠物乌龟小P之主人。                                                                         | 全剧     |
| 福地祐介 | 蓝海峰 | CCI侦探，性格成熟，稳重，感性。是公园裸尸案的嫌疑人之一，后来脱离嫌疑，第3集正式加入CCI。 与黄渝阳和洪俊焱有三角关系。 血型为A型。                       | 全剧     |

### 其他角色
| 演员   | 角色            | 介绍 | 登场集数                    |
| 傅芳儀 | 山本秋月        | 日本餐厅老板娘。 白庆雄之妻子。 Momoko之母亲。                                                                           | 1-13, 15-16, 18-20          |
| 洪凌   | 白雪儿 (Momoko) | 白庆雄和山本秋月之女儿。 个性开朗好动，是父母的掌上明珠。 私人收藏家的展览会导览员，因问收藏家林思倩太多问题而辞去工作。 | 2, 5-9, 12-13, 15-16, 19-23 |
| 黃炯耀 | 王昆兴          | 本剧终极大反派 白庆雄警队时的下属。 于第23集被叶荣涛击毙                                                                 | 1, 4, 6-12, 20-23           |
| 潘玲玲 | 何秀莲 (June)   | 舞蹈教练，黄渝阳之母亲，白庆雄之旧情人。                                                                                 | 4, 8-12, 16-18, 20-23       |

### 客串
| 演员   | 角色   | 介绍 | 登场集数             |
| 郭亮   | 叶荣涛 | 白庆雄警队时的上司。 | 1, 5, 18, 21-23      |
| 朱恩洁 | 周妙琴 | 2001年谋杀案的死者的母亲。 | 1                    |
| 陈愿冲 | 广升   | 警察。 | 6-9, 12              |
| 赵娜   | May    | June在舞蹈学院的同事。 | 9, 12                |
| 张思丽 | 樱花   | 白庆雄在马来西亚的老相识，与火龙果经营一家海鲜餐馆，已在马来西亚有五、六年了。第13集去新加坡找庆雄，但被庆雄妻子山本秋月威胁后就匆匆离开新加坡。 | 10-11, 13, 16, 19-20 |
| 李岳杰 | 火龙果 | 樱花之夫，与樱花经营海鲜餐馆。 | 10-11, 13            |

### 單元人物

#### 公园裸尸案
| 演员       | 角色     | 介绍 | 登场集数 |
| 福地祐介   | 蓝海峰   | 34岁，李晓晴之男友，有酗酒恶习，是案件中的主要嫌疑人。因案件而被扣押，应证据不足而在2010年释放。也是此案件之委托人。 参见悬案侦探社 (CCI) |          |
| Melody Low | 李晓晴   | 25岁，蓝海峰之女友，李俊朗之女，彩虹慈善义工。2008年2月18日做晨运时被梁美云杀死，尸体被两位晨运者发现。                                   | 1-3, 6   |
| 莫健发     | 李俊朗   | 李晓晴之父，因晓晴之死而无法原谅蓝海峰。                                                                                                  | 1-3      |
| 丁玉鸿     | 俊朗妻   | 李晓晴之母，因案件而无法睡好，只好请算命师请求。算命师回复，凶手是晓晴身边的人。                                                          | 1, 3     |
| 陈慧慧     | 梁美云   | 蓝海峰之帮手，后被揭穿是杀死晓晴的凶手。以为李晓晴害死儿子，而在李晓晴做晨运时杀死她。患上严重的抑郁症。                                  | 1-3      |
| 廖永谊     | Adam Teo | 38岁，嫌疑人之一。许桂凤之前夫，现今当鸭，还吩咐他的妓女把俊焱的衣服脱掉。后解除嫌疑。                                                    | 1        |
| 伍洛毅     | 汤振国   | 36岁，嫌疑人之一。曾是李俊朗公司的员工，现今当轮滑教练。渝阳、俊焱是他的学员之一。因时间不足够杀死李晓晴而解除嫌疑。                      | 1        |
| 彭修轩     | 陈杰明   | 与梁美云关系密切，也是彩虹慈善义工。 | 1-3      |
| 苏仪珍     | 许桂凤   | Adam Teo之前妻，现今当一家咖啡店的啤酒小姐。                                                                                              | 1        |
| 吴俊辉     | 高浩文   | 梁美云之子，大学学生，暗恋许晴晴。2007年被梁美云发现在他的宿舍房间里自杀。                                                                | 2-3      |

#### 灭门惨案
| 演员   | 角色     | 介绍 | 登场集数 |
| 郑开怀 | 郑平和   | 27岁，梁美云之精神科医生。郑财发、宋丽珠之子。是此案件之委托人，但由于丽珠与财顺反对调查案子而差点解除委托，但让侦探社调查，条件是不让丽珠与财顺知道侦探社调查这起案子。 | 3-6      |
| 黄嫊方 | 宋丽珠   | 60岁，A型，郑财发之妻，文康、婷婷、文凯、平和之母。曾被郑财发虐待，也是嫌疑人之一。因身高不够高而解除嫌疑。 | 3-6      |
| 张汶祥 | 郑财发   | 35岁，O型，非法万字票收注，宋丽珠之夫。爱花天酒地，经常虐待丽珠，甚至指责弟弟财顺对丽珠心怀不轨而使用言语暴力。曾怀疑三个孩子是宋丽珠和别的男人生的。1988年6月7日，再度羞辱财顺一番，使得财顺无法隐藏多年的积怨杀而将财发给刺死。 | 3-6      |
| 王昱青 | 郑财顺   | 郑财发之弟，杂货店老板，喜欢穿全棉的背心和短袖衬衫。当年暗恋丽珠，但一直没勇气表白。案发当年，他曾戴上眼镜，身高又符合，后被证实是此案件的凶手。第5、6集从妹娇得知CCI揭穿谜底，向丽珠、平和眼前承认自己就是凶手，道歉并刺喉咙而死。第6集透过较早录制的影片解释案发事情的来龙去脉。亲手杀死了哥哥一家四口，28年来，财顺一直受着良心的责备，其实痛苦不堪。 | 3-6      |
| 杨峻毅 | 郑文康   | 11岁，B型，郑财发、李妹娇生的儿子。1988年6月7日，目睹叔叔财顺杀死爸爸而高喊救命，财顺惊慌失措之下，将他也杀死。 | 3-6      |
| 陈静雯 | 郑婷婷   | 5岁，O型，郑财发、宋丽珠之女。1988年6月7日看到哥哥被杀死后，被郑财顺捂住窒息而死。经过扫描分析证实，发夹布料与铁片沾有凶手转移过来的血迹，而口里的棉质纤维是从郑财顺衣服咬出来的。 | 3-6      |
| 林业腾 | 郑文凯   | 4岁，O型，郑财发、宋丽珠之幼子。1988年6月7日看到哥哥被杀死后，被郑财顺捂住窒息而死。 | 3-6      |
| 何培斌 | 年轻杨爷 | 成年时期的杨爷，被调去CID后负责调查的第一起命案。 | 3, 16    |
| 杨添福 | 吴亚龙   | 66岁，外号“独脚龙”，是当年的嫌疑人，有犯罪记录。曾与郑财发下了赌注，结果开出头奖，中了20多千，财发不还钱，于是到杂货店殴打和警告财顺，还说会对丽珠不利。现今当一家咖啡店的清洁工人。 | 4        |
| 周全喜 | 杨爷     | 原名杨振业，白庆雄警队时的前上司。 | 4, 16    |
| 云秀莲 | 老妇     | 郑家前邻居，住在这个地区有30年了。庆雄、渝阳假装当情侣、看郑家前房子，老妇就跟他们说案发当时的情景。 | 4        |
| 陈凤凌 | 李妹娇   | 郑家前邻居，与郑财顺关系密切。欠阿隆一千元，被跑腿骚扰，后由海峰还债。知道渝阳、俊焱、海峰不是房屋经纪，透露文康是她与郑财发生的亲身儿子。 | 4-5      |
| 林明哲 | 陈志汉   | B型，宋丽珠之证人兼传言中的外遇男，前私会党“洪门党”成员，患上老人痴呆症，住在疗养院。是嫌疑人之一。由于案发当天早上出席老大老母出殡上山，嫌疑被解除。 | 4-6      |
| 云昌凑 | 洪金池   | 七、八十年代私会党“洪门党”老大，现已推出江湖。案发当天早上是他老母出殡的日子。 | 5        |

#### 殉情悬案
| 演员              | 角色             | 介绍 | 登场集数 |
| 洪凌              | 白雪儿 (Momoko)  | 超自然搜寻学会（Society of Paranormal Activities，简称SPA）成员，与Joyce和Ben进鬼屋（曾经是公寓），坐在床上被Julie附身，恢复自身时却不记得被附身的时候。由于被涉及当年的殉情悬案而被警方扣留协助调查。 参见其他角色 |          |
| 方偉傑            | Derrick (陈国辉) | 职业魔术师，艺名Daredevil Derrick，SPA成员，攀岩高手。Momoko上载了第二个通灵视频后，就指使Gary破坏Momoko的磁场。在2012年的一次街头万圣节舞会与Anthony吵架，用对方的真刀刺死了一名年轻人方凯伦。Anthony收起了当时戴着的血手套，用来勒索他替他做事情，包括帮Anthony换三万元的赌债。他不堪Anthony一直威胁他，精心设计了杀人计划。案发三天前送了马拉松电影戏票给住在三楼的住户。案发时用已在天台铁栏杆绑上的鱼线爬到四楼Anthony的窗口，从窗口跑进去杀Anthony与Julie。第9集被揭晓是杀人凶手；被警方逮捕。 | 6-9      |
| 符芳榕            | Julie (周嘉怡)   | 21岁，Anthony之女友，2013年10月31日在公寓单位房间谋杀，当时已怀了两个月的宝宝。虽然是SPA非正式会员，但偶尔SPA有活动时也会参加。三年后Momoko、Joyce、Ben三人进鬼屋时附身Momoko的身体。 | 6-7      |
| Louis C. Hillyard | Anthony (周怀铭) | 23岁，SPA创办人，三年前离开SPA。Julie之男友，2013年10月31日在公寓单位房间，套上黑色的布带死亡。曾怀疑因为不堪Julie与他是同父异母兄妹的流言困扰所以走上绝路，但后来发现与Julie根本没有血缘关系。住在公寓四楼，有开窗、喝红酒的习惯。在2012年的一次街头万圣节舞会与Derrick吵架，用真刀刺死了方凯伦，就收起了当时Derrick戴着的血手套，用来勒索他替他做事情。 | 6-7, 9   |
| 王丽蓉            | Joyce            | SPA成员，与Momoko和Ben进鬼屋时录下Momoko被Julie附身的那一幕。 | 6-8      |
| 张家奇            | Ben              | SPA成员，与Momoko和Joyce进鬼屋时录下Momoko被Julie附身的那一幕并把影片post上网。 | 6-8      |
| 陈玮甜            | Mandy (何惠萍)   | 花店工作人员，SPA创办人。对灵异非常兴趣，有空会在平板电脑玩塔罗牌。Julie之中学同学，同时也喜欢Anthony。嫌疑人之一。知道Anthony准备在案发当天向Julie求婚，她不甘心，所以找Anthony，在Anthony住家发现Anthony和Julie躺在床上。嫌疑被解除。 | 6-7, 9   |
| 王俊雄            | Gary (张祖耀)    | 中药材店少东，SPA创办人。喜欢Julie。嫌疑人之一。Momoko上载了第二个通灵视频后，Derrick就指使他破坏Momoko的磁场，有意要Julie不再附身而逼Momoko吃下含有砒霜的蛋糕。 | 6-8      |
| 王昌黎            | 周东海           | Anthony之父，不相信儿子会自杀，一直质疑警方的调查结果，警方调查后还是找不到他杀的证据，后来被验尸庭判为悬案。反对Anthony和Julie来往。是此案件之委托人。 | 6-7, 9   |
| 蔡韵君            | Julie妈          | Julie之母亲，使用Julie的旧手机。反对Julie和Anthony来往。 | 9        |

#### 无尸撕票案
| 演员   | 角色     | 介绍 | 登场集数 |
| 林慧玲 | 黄渝阳   | 此案件的委托人，后经过证实得知她不是黄德良的亲生女儿。 参见悬案侦探社 (CCI) |          |
| 潘玲玲 | 何秀莲   | 黄德良之妻。 参见其他角色 |          |
| 翁兴昂 | 黄德良   | 何秀莲之夫，黄渝阳之父，方木森之商业伙伴。1998年去马来西亚谈生意，欠了人一大笔债，得罪有势力的人，10月25日布置一场绑架案，之后与木森两人偷渡回新加坡，本来要去找各自的老婆，但在树林里吵了起来，被木森失手杀死、埋在树林里。骷髅于18年后被挖起来，但经过反向亲子鉴定于DNA报告证实白骨的确是德良，但是德良却不是渝阳的亲生父亲。                    | 9-12     |
| 林伟文 | 方木森   | 蔡慧心之夫，黄德良之商业伙伴。之前向安宁保险公司购买人寿保险。20年前发生过一起车祸，导致左膝盖严重受伤，必须置换人工膝盖关节。1998年去马来西亚谈生意，欠了人一大笔债，得罪有势力的人，10月25日布置一场绑架案，之后与德良两人偷渡回新加坡，本来要去找各自的老婆，但在树林里吵了起来，就失手杀死了德良，把德良埋在树林里。后跑去泰国整容换名为帕猜。 | 9, 11-12 |
| 易凌   | 蔡慧心   | 方木森之妻。第10集帕猜被摩托车撞倒，第11集来医院看访帕猜，证实帕猜就是方木森。 | 9-11     |
| 山田熙 | 小渝阳   | 童年时期的黄渝阳。 | 9-11     |
| 李文海 | 帕猜     | 52岁，舞蹈学院赞助商，泰国华侨，真正身份是方木森。每次来新加坡时，都会住在公司名下的公寓，也会来肉骨茶店吃龙骨肉骨茶，逢周末都会去按摩。左膝盖受伤的位置跟植入的人工膝盖关节与方木森一样。第12集被警方带去树林重述案发过程时乘机逃离，被正在驾车的王昆兴撞死。                                                                                     | 9-12     |
| 欧宗强 | 保险经纪 | 安宁保险公司经纪。保险公司接到举报说明帕猜的真正身份是方木森，所以派代表委托CCI调查帕猜的身份。 | 10       |
| 黃炯耀 | 王昆兴   | 与神秘人联系帕猜的行踪，目的是要杀死帕猜。 参见其他角色 |          |
| 张华珉 | 熊猫成   | 原名李国成，咖啡仔，口头禅是“我又不是气球，吹（催）什么吹（催）啊？”有在咖啡店偷过老板的钱。案发当年帮忙正在吵架的黄德良和方木森偷渡回新加坡。 | 11       |

#### 半截浮尸案
| 演员   | 角色   | 介绍 | 登场集数     |
| 梁家豪 | 林大卫 | 40岁，医生，冯欣梅之夫。此案件的委托人。明明说是爱冯欣梅，另一边与江盈和第四者出轨，五年来一直扮演深情丈夫的角色、讨好岳母等她回心转意，目的是要得到岳母的遗产。早就知道冯欣梅是江盈杀的，但没有证据，又不可以轻举妄动，四年前的医疗失误让她抓到把柄。担心真相被揭穿，所以一直跟她保持亲密关系。把江盈丢掉的耳环与手帕寄去CCI作为证据。第15集原形毕露， | 12-15        |
| 刘慧娴 | 冯欣梅 | 36岁，狮子座，《知心语》专栏作家，大卫之妻。喜欢用笔写稿。独生女，家境富裕，是掌上明珠。案发当年，有出版社要帮她出书，有电影公司要找她当剧本顾问，也正在准备代表新加坡去法国参加一个文艺营。2011年3月15日在咖啡座举办讲座，离开时被暗中守候的旺叔掳走，带到海边空屋，最后被江盈掐死；慌张的江盈赶紧去买一个大行李箱，把欣梅带到海边，丢下海。3月23日大卫与欣梅母用西瓜招魂仪式时发现被半截。 | 12-15        |
| 朱玉叶 | 欣梅母 | 欣梅母亲，老公去世后，欣梅把她得道的一部分遗产转到母亲名下。2011年3月23日与林大卫用西瓜招魂仪式时发现女儿被半截。第15集知道真相后，不修改遗嘱转给林大卫 | 12, 14-15    |
| 譚丽芳 | 旺婶   | 山本秋月在日本餐厅的清洁大婶，发现CCI在查半截浮尸案时就特别紧张，并告诉旺叔。 | 1, 12-14, 20 |
| 符和增 | 旺叔   | 原名王日发，旺婶之夫。2006年抢劫并砍伤钱币兑换商，在停车场被江盈发现。钱币兑换商后来死了，就变成杀人通缉犯，不敢露面，旺婶一心一意，没明没分也愿意带儿子和他一起躲躲藏藏。五年后再度碰见江盈，她命令旺叔掳走在咖啡座举办讲座的冯欣梅，还给他一笔钱。第14集去警方自首。 | 12-14        |
| 冯瑾瑜 | 江盈   | 32岁，来自中国吉林省，在新加坡工作已经十年，林大卫的第三者。有拿两张纸巾又一张湿纸巾擦汽水罐的习惯。六年前到林大卫诊所当助理，与大卫发展婚外情，冯欣梅过世后一直在大卫身边。她也把大卫家打理得井井有条。早已与大卫同居，但还未结婚，虽然没名没份，但还是对大卫死心塌地。案发当天命旺叔掳走欣梅，带到海边空屋，晚上才现身空屋，羞辱欣梅，欣梅不甘被辱，怒骂她永远只能做情妇，自己才是名正言顺的林太太。之后就生气的掐死了欣梅，后赶紧去买了一个大行李箱，把欣梅带到海边，丢下海，早上就制造欣梅自杀假象。第14集与大卫解释案件的来龙去脉后，被警方逮捕。 | 13-14        |
| 张证杨 | 旺志伟 | 旺婶、旺叔的儿子，代表学校参加全国数学奥林匹克比赛得了第一名。 | 13-14        |

#### 金庄抢劫案
| 演员   | 角色     | 介绍 | 登场集数 |
| 卢冠耀 | 宝乐民   | 55岁，宝瑞祥金庄第四代老板，此案件的委托人。两年前在一个私人收藏家的展览会上发现家传之宝“孔雀屏”。 | 15-17    |
| 張為   | 郭振山   | 75岁，本地白手起家商人，25年前成立郭氏运输，为人十分低调，从不接受媒体访问。公司现在由儿子郭晋凯管理。出席私人收藏家的展览会。真正身份是蜗牛。 | 15, 17   |
| 金举供 | 宝建邦   | 宝瑞祥金庄第三代老板。1974年2月25日金庄被枪劫，被林大勇中抢。已去世。 | 15-16    |
| 陳斯倫 | 宝建业   | 宝建邦之弟，因枪劫事件而闹得宝家不愉快。1974年2月25日金庄被枪劫，亲生目睹宝建邦与林大勇暗地勾结。已去世。 | 15-16    |
| 何爱玲 | 年轻如珍 | 成年时期的宝如珍，宝建邦之妹，因枪劫事件而闹得宝家不愉快。丈夫当时工的厂生意失败，还欠了一大笔债，抢劫案发生后，他变卖了印尼木材工厂才解决债务危机。亲身看见大哥与他的情妇在办公室里。 | 15-16    |
| 余泳德 | 小乐民   | 13岁，童年时期的宝乐民，案发当天在金庄做功课。是郭晋凯之小学同班同学，向郭晋凯炫耀家里有家传之宝，无意的一句话，给家里带来这么大的灾害，还让爸爸喊冤而终。 | 15       |
| 林志强 | 年轻山猪 | 成年时期的山猪，此案件共谋，1974年2月25日打枪宝瑞祥金庄，把家传之宝－翡翠玉石“孔雀屏”夺走。1974年3月6日，因害怕得到缩阳症与蜗牛走去医院，被警方逮捕，坐牢十年。 | 15, 17   |
| 盧佳俊 | 林大勇   | 此案件主谋，电工，累犯。曾有进过金庄维修办公室灯泡。1974年2月25日打枪宝瑞祥金庄，把家传之宝－翡翠玉石“孔雀屏”夺走，被通缉后，1974年3月9日和警方的博火中打死，临死前和警方说他身边的人私吞了“孔雀屏”。 | 15-16    |
| 赖奕翰 | 蜗牛     | 原名郭阿牛，此案件共谋，1974年2月25日打枪宝瑞祥金庄，把家传之宝－翡翠玉石“孔雀屏”夺走。打枪金庄后，林大勇把赃物交给他和山猪要他们在屋里避风头，他就把“孔雀屏”偷偷调包。1974年3月6日，为了摆脱大勇，利用当时搞得人心惶惶的缩阳症，假装自己也得了这种病说服山猪和他走去医院求医。暗地里叫老婆到医院碰面，偷偷把“孔雀屏”交给她，之后被警方逮捕，坐牢十年。出狱后就带一家人去香港，把“孔雀屏”卖给一位收藏家，用那笔钱到马来西亚去做生意，并换了名字。 | 15, 17   |
| 池素宝 | 山猪     | 原名郑福山，因被逮捕坐牢十年，出狱后，又陆续偷窃、走私再度进监狱十次，最近十年才安分守己，没有家庭，也没有正式的工作。现今当街边二胡表演。 | 15-17    |
| 朱秀凤 | 宝如珍   | | 15-17    |
| 林俐廷 | 宝乐萱   | 52岁，宝瑞祥金庄总裁，宝建业之女。 | 15-17    |
| 周全喜 | 杨爷     | 茶馆常客。 参见灭门惨案 |          |
| 何培斌 | 年轻杨爷 | 成年时期的杨爷，加入警队开的第一枪。 参见灭门惨案 |          |

#### 失踪奇案
| 演员   | 角色     | 介绍 | 登场集数     |
| 王裕香 | 谢玫瑰   | 42岁，谢启聪之母，委托CCI帮忙查这起案件。儿子七岁时她遇到印尼商人，后来决定和他离开，就把儿子交给一个好姐妹照顾，因老公病重而无法走开，直到10多年后老公去世了就回到新加坡找儿子。 | 18-20        |
| 陈志光 | 吴汉文   | 45岁，大学教授，刘燕燕之夫，赵彩霞之前夫。吴美薇之父。案发当天去学校等她，蒋校工说美薇和一位男同学离开学校了，就到处找，可是还是找不到她，就这样失踪了。此案件的委托人。 | 18-19        |
| 黄家强 | 蒋校工   | 薪传小学校工，看见谢启聪和吴美薇离开学校。 | 18-20        |
| 卢楷浚 | 谢启聪   | 9岁，吴美薇之同班同学，就读薪传小学三年级，2006年7月19日上完课外活动后，离开学校离奇失踪。 如果启聪还活着，长大后的身份将会是薰衣草园的太郎。不喜欢爸爸白庆雄，不想跟爸爸回家，送往马来西亚后过得比较开心、平静，无法想象继续留下来的情景。知道秋月阿姨是爸爸的妻子。十年后与庆雄在玫瑰园重逢，很想告诉爸爸这些年过得很好，对爸爸没有恨意、只有歉意，但因病情而不让爸爸伤心就决定不跟他相认。 | 18-20        |
| 周情依 | 吴美薇   | 9岁，谢启聪之同班同学，就读薪传小学三年级，2006年7月19日上完课外活动后，离开学校离奇失踪。如果美薇还活着，长大后的身份将会是薰衣草园的小薇。 | 18-20        |
| 馮偉衷 | 蒋肖冬   | 蒋校工之儿子，自闭儿，亲眼看见两位小学生被“外星人”（秋月）带走。 | 18-20        |
| 朱爱华 | 赵彩霞   | 吴汉文之前妻，吴美薇之亲生母亲，来自马来西亚。前关卡职员，现今当何秀莲教的舞蹈学院接待员，但从未参与学院举办的家庭日。是山本秋月、刘燕燕在参加烹饪班的同学，被丈夫背叛，而互相抒发情绪，并萌起要把美薇带回她的身边。 | 4, 16, 18-20 |
| 陳漢瑋 | 白庆雄   | 谢启聪之亲生父亲 参见悬案侦探社 (CCI) |              |
| 傅芳儀 | 山本秋月 | 赵彩霞、刘燕燕在参加烹饪班的同学，经常去看谢启聪带他去公园玩，但每次见他就想起丈夫对她不忠和伤害。启聪爸爸要带他回家，但是他并不喜欢爸爸，不想跟爸爸回家，就痛苦的问自己，丈夫把启聪带回家，自己和Momoko的感受，担心启聪的介入会破坏一家人的幸福，就企图把启聪送走。案发当天，秋月在学校附近扮成机器人在路边分派糖果，启聪、美薇被吸引，秋月让他们两个吃下加了安眠药的棒棒糖，并引他们进入箱子里就没再出来。送启聪走的真正原因是为了保护庆雄的事业与前途。在马来西亚送启聪和彩霞与美薇一起走。第20集去警方自首。 参见其他角色 |              |
| 陶樱   | 刘燕燕   | 40岁，吴汉文之妻，吴美薇之继母，是山本秋月、赵彩霞在参加烹饪班的同学。 | 19           |
| 刘哲杨 | 太郎     | 19岁，金马崙高原薰衣草园店员，小薇的男朋友，是长大后的谢启聪。第19集因末期脑癌、感染肺炎而去世。 | 16-17, 20    |

#### 神秘猝死案
| 演员   | 角色   | 介绍 | 登场集数        |
| 吴开深 | 许家强 | 51岁，洪俊焱之表叔、继父。2000年4月29日与李淑娟进行性交。 于第22集被王昆兴装炸弹被炸死                                                                                           | 18, 20-23       |
| 胡问遂 | 洪贵权 | 李淑娟之夫。有吃安眠药的习惯。2000年4月14日因贿赂政府官员邱立仁被警方逮捕，回家后与李淑娟吵架。2000年4月24日被发现在床上神秘猝死。此案件由庆雄负责调查，可惜调查一半就被调走了。 | 17-18, 20-23    |
| 黄曼玲 | 李淑娟 | 洪贵权之妻。2000年4月14日因贵权被逮捕与他吵架。2000年4月29日与许家强进行性交。                                                                                                   | 17-18, 20-23    |
| 徐从义 | 小俊焱 | 童年时期的洪俊焱。2000年4月29日，因无法接受许家强作为继父，自己淹在厕所浴缸里的水，因此听觉受到障碍。                                                                            | 5, 17-18, 20-23 |
| 叶进华 | 邱立仁 | 收了洪贵权和许家强的贿赂。被警方逮捕。 | 21              |
| 翁慧霖 | 杨玉娇 | 48岁，邱立仁之妻，卫生科学局化验室主任。被警方逮捕。 | 21              |
| 翁兴昂 | 黄德良 | 认识洪贵权与许家强 参见无尸撕票案 |                 |
| 林伟文 | 方木森 | 认识洪贵权与许家强 参见无尸撕票案 |                 |
| 陳泂江 | 洪俊焱 | 参见悬案侦探社 (CCI) |                 |
| 黃炯耀 | 王昆兴 | 警队里的内鬼，指使许家强杀死洪贵权并帮他销毁证据。 参见其他角色 |                 |
| 潘玲玲 | 何秀莲 | 参见其他角色 |                 |

## 軼事
- 此劇是陳漢瑋繼《118》后，再度與潘玲玲及洪凌合作的電視劇。
- 此劇是傅芳玲繼《想握你的手》后，再度為新傳媒拍攝的作品。
- 陳泂江飾演的「洪俊焱」在此劇穿兩次女裝：第1集被「Adam Teo」的妓女脱光到只剩内褲的地步，「黄渝阳」（林慧玲飾）幫他買女裝衣服，第3集則因爲猜測兇手打錯兒穿比基尼走進餐廳當衆獻丑。[5][6][7][8]
- 此劇是陳泂江與林慧玲繼《流氓律師》，《微笑正義》后，再度合作。[9][10][11]
- 此劇是日籍演員福地祐介繼客串《人生無所畏》、《志在四方II》后，第三度演出新加坡電視劇。
- 此劇是林思彤繼《小小傳奇》、《逆潮》、《初一的心願》后第四度為此劇主唱，其中兩部由黃光榮監製。

## 與史實不合之處
- 此剧一共讲了三次“王八蛋”，第2集流氓要攻击蓝海峰说一次，第5集郑财发以为陈志汉带他绿帽说一次，第15集林大为在西瓜招魂仪式后说一次，中文字幕在此剧播出时被改成“混蛋”。这不符合实际，因为在《信约：动荡的年代》里，“王八蛋”改成“混蛋”没有配音，“走狗”则被改成“傀儡”，但很显然的被附上配音。
- 第3集里，洪俊焱与蓝海峰从警局得到灭门惨案的档案离开警局时，说案发时在早上9:00至早上11:00发生，早上11:30宋丽珠首次看到了尸体，但收音问题导致洪俊焱说首次看到尸体的时间是早上10:30。
- 第18集里，有目击证人说两位失踪同学在巴士站等巴士，开往樟宜机场方向的27号巴士出现，但是使用的马赛地Citaro款式并未在2006年出现在新加坡。

## 註腳
1. ↑  陈祎婷. . Toggle. 2015年11月21日  [2015年12月3日]. （原始内容存档于2015年11月25日）.
2. ↑  . Toggle. 2015年11月24日  [2015年12月3日]. （原始内容存档于2016年3月5日） （英语）.
3. ↑  陈祎婷. . Toggle. 2015年12月25日  [2016年1月1日]. （原始内容存档于2017年7月30日）.
4. ↑  . MyPaper 我报. 2016年4月14日. （原始内容存档于2016年4月18日）.
5. ↑  陈祎婷. . Toggle. 2015年12月3日  [2015年12月3日]. （原始内容存档于2017年7月30日）.
6. ↑  . Toggle. 2015年12月3日  [2015年12月3日]. （原始内容存档于2017年7月30日） （英语）.
7. ↑  陈祎婷. . Toggle. 2015年11月26日  [2015年12月1日]. （原始内容存档于2018年6月29日）.
8. ↑  . Toggle. 2015年11月27日  [2015年12月1日]. （原始内容存档于2015年12月8日） （英语）.
9. ↑  陈祎婷. . Toggle. 2016年4月13日  [2016年4月13日]. （原始内容存档于2017年7月30日）.
10. ↑  . Toggle. 2016年4月13日  [2016年4月13日]. （原始内容存档于2016年6月4日） （英语）.
11. ↑  . 今日报. 2016年4月14日  [2016年4月14日]. （原始内容存档于2020年5月17日） （英语）.

## 電視節目的變遷
| 新加坡 新傳媒8頻道 星期一至五 21:00 - 22:00                          | 新加坡 新傳媒8頻道 星期一至五 21:00 - 22:00 | 新加坡 新傳媒8頻道 星期一至五 21:00 - 22:00                                    |
| -------------------------------------------------------------------- | ------------------------------------------- | ------------------------------------------------------------------------------ |
|                                                                      | 真探 （2016.04.28 - 2016.05.30）            |                                                                                |
| 爱要怎么说 （2016.03.17 - 2016.04.27）                               | 十年…你还好嗎？ （2016.05.31 - 2016.06.27） |                                                                                |
| 星期六至日 16:30 - 18:30                                             |                                             |                                                                                |
| 虎妈来了 （2018.09.09 - 2018.10.23）                                 | 真探 （2018.10.14 - 2018.11.25）            | 廉政行動2016(2018.11.25 - 2018.12.02) 十年…你还好吗？(2018.12.08 - 2019.01.06) |
| 星期二至六 00:00 - 01:00                                             |                                             |                                                                                |
| 浴女图 （2021.09.02 - 2011.10.05）陈情令 （2021.06.17 - 2021.09.01） | 真探 （2021.10.07 - 2021.11.06）            | 再见单人床(2021.11.09 - 2021.12.07）                                           |

| 马来西亚 Astro双星、Astro双星HD 星期一至五 17:00 - 18:00 | 马来西亚 Astro双星、Astro双星HD 星期一至五 17:00 - 18:00 | 马来西亚 Astro双星、Astro双星HD 星期一至五 17:00 - 18:00 |
| -------------------------------------------------------- | -------------------------------------------------------- | -------------------------------------------------------- |
|                                                          | 真探 （2016.04.28 - 2016.05.30）                         |                                                          |
| 爱要怎么说 （2016.03.17 - 2016.04.27）                   | 家有一保 （2016.05.31 - 2016.06.03）                     |                                                          |

| 马来西亚 Astro AEC、Astro AEC HD 星期一至五 20:30 - 21:30 | 马来西亚 Astro AEC、Astro AEC HD 星期一至五 20:30 - 21:30 | 马来西亚 Astro AEC、Astro AEC HD 星期一至五 20:30 - 21:30 |
| --------------------------------------------------------- | --------------------------------------------------------- | --------------------------------------------------------- |
|                                                           | 真探 （2016.11.24- 2016.12.26）                           |                                                           |
| 愛要怎麼說 （2016.10.13 - 2016.11.23）                    | 绝世好工 （2016.12.27- 2017.02.08）                       |                                                           |